# Ботанд
Ботанд (Ботад; лат. Botandus или Botadus; VII век) — епископ Кёльна (между 649 и 664 — около 690).

## Биография
Ботанд — один из многих кёльнских епископов VI—VIII веков, о которых почти ничего не известно. Не сохранилось никаких сведений ни о его происхождении, ни о ранних годах жизни. В средневековых списках глав Кёльнской епархии, наиболее ранний из которых создан при Виллиберте, Ботанд указан как преемник епископа Куниберта и предшественник епископа Стефана. Средневековые авторы сообщали о десяти годах епископствования Ботанда. В то же время последнее достоверное свидетельство о Куниберте в современных ему исторических источниках датируется 648 годом, кончина — 663 годом, а смерть Стефана — 692 или 694 годом. На этом основании восхождение Ботанда на епископскую кафедру в Кёльне в современных источниках датируется периодом между 649 и 664 годом, а смерть — приблизительно 690 годом.